# 张光奇
张光奇（1963年4月—），男，汉族，贵州遵义人，中华人民共和国政治人物，贵州省政协副主席、中国农工民主党中央委员会常务委员、贵州省委主委、第十三届全国政协委员。

## 生平
2008年，当选第十一届全国政协委员，代表中国农工民主党，分入第十组。2018年1月，当选第十三届全国政协委员、贵州省政协副主席。